# Johann Kuhn (Politiker)
Johann Kuhn (* 30. August 1877 in Marlach, heute Schöntal; † 26. Mai 1954 ebenda, auch Johannes Kuhn) war ein deutscher Landwirt und Politiker der Deutschen Zentrumspartei.

## Leben und Beruf
Kuhn wuchs als Sohn eines Landwirts auf einem Bauernhof auf, den er später von seinen Eltern übernahm. Er gehörte ab 1912 dem Vorstand der Spar- und Darlehnskasse Marlach und ab 1914 dem Vorstand des Lagerhauses Marlach an. 1930 stieg er zum Vorsteher der Spar- und Darlehnskasse auf. Ebenfalls bekleidete er das Amt des Vorstehers der Landwirtschaftlichen Bezugs- und Absatzgenossenschaft Marlach und Umgebung.
Am 23. August 1944 geriet Kuhn, im Rahmen der „Aktion Gewitter“, in sogenannte „Schutzhaft“, aus dieser wurde er jedoch aufgrund eines Herzleidens bald wieder entlassen.
Sein Bruder August Kuhn war ebenfalls Landtagsabgeordneter.

## Politik
1918 wurde Kuhn erstmals zum Kreisrat in Künzelsau gewählt. 1931 erfolgte seine Wahl zum Bürgermeister von Marlach, außerdem wurde er Kreisvorsitzender der Zentrumspartei. Im selben Jahr rückte er in den Landtag des freien Volksstaates Württemberg nach, dem er bis zum Ende der Wahlperiode im Jahr darauf angehörte.
Am 13. September 1933 wurde Kuhn, aufgrund des Gesetzes zur Wiederherstellung des Berufsbeamtentums, aus dem Bürgermeisteramt entlassen.
1946 gehörte Kuhn, als Vertreter der Landwirte, der Vorläufigen Volksvertretung für Württemberg-Baden an.